# Веденяпин-Штегеман, Михаил Александрович
Михаил Александрович Веденяпин-Штегеман (1879—1938) — российский политический деятель.

## Биография
По отцовской линии приходился внуком декабристу Алексею Васильевичу Веденяпину.
Будучи студентом, привлекался в 1901 году за распространение прокламаций и был выслан под надзор полиции на два года в Ташкент. С 1903 член партии эсеров, член боевой организации.
В конце 1905 года руководил деятельностью самарской группы социалистов-революционеров. Приговором Саратовской судебной палаты от 4 декабря 1906 года сослан на поселение. С места ссылки бежал (1907), вскоре задержан в Москве (1908) и приговорен к 4 годам каторги.

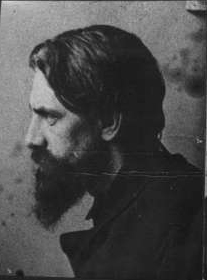
Бутырка (1922)

В 1917 член ЦК ПСР, участник Демократического совещания, член Предпарламента. После октября 1917 — один из руководителей антибольшевистского подполья. В 1918 управляющий ведомствами иностранных дел, почт и телеграфов в правительстве Комуча в Самаре, участник Уфимского государственного совещания. Позднее боролся против режима А. В. Колчака в Сибири.
В 1920 выступил против решений сентябрьской конференции ПСР о вооружённой борьбе против большевиков, считая, что она либо приведёт к победе реакции, либо ещё больше укрепит Советскую власть. В том же году арестован ВЧК и с тех пор находился в заключении по тюрьмам или в ссылке.
Был палеонтологом-любителем. Находясь в ссылке под Пензой, обнаружил крупный скелет мозазавра.
В январе 1931 был выслан в Чимкент, где работал изыскателем Ленгоспроектстроя. 7 февраля 1937 был арестован, 21 сентября 1937 осуждён на 10 лет лагерей. Умер 12 ноября 1938 в лагере в Хабаровском крае.
В 1989 реабилитирован.